# Nupserha antennalis
Nupserha antennalis là một loài bọ cánh cứng trong họ Cerambycidae.